# Star 1144
Star 1144 — прототип среднетоннажного грузового автомобиля Star 1142, выпускаемого на заводе грузовых автомобилей «Star» в городе Стараховице (ПНР).

## История
Производство автомобиля Star 1142 началось 3 декабря 1986 года в качестве модернизации автомобиля Star 200 и завершилось в 2000 году.

## Модификации
Представляет собой модернизацию автомобиля Star 200. Производство автомобиля Star 1142 началось 3 декабря 1986 года. 
Автомобиль оснащён дизельным двигателем внутреннего сгорания Star S-359M. Трансмиссия — механическая, пятиступенчатая.
Производство завершилось в 2000 году.

## Галерея

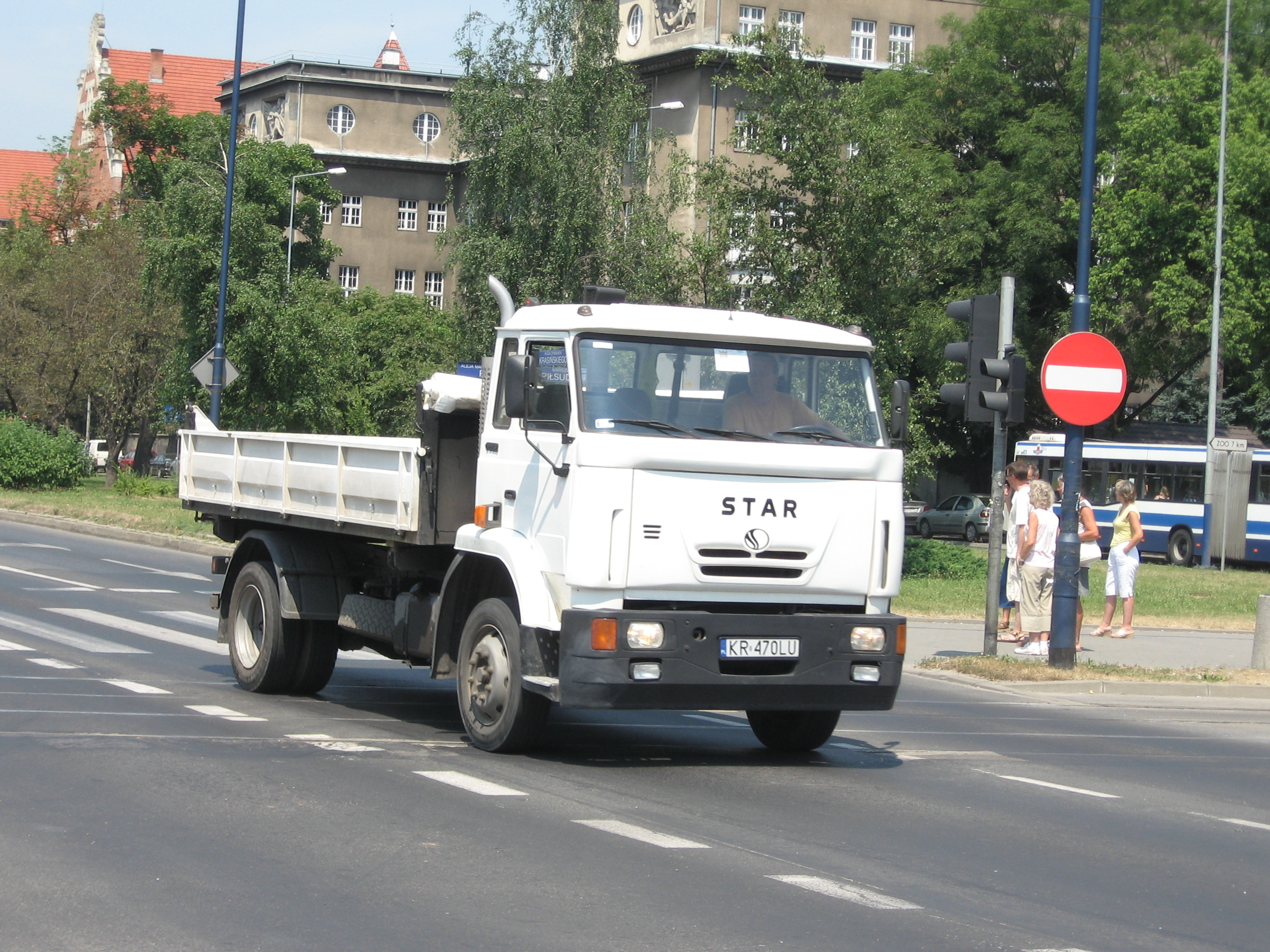
Модернизированный Star 1142 в Кракове
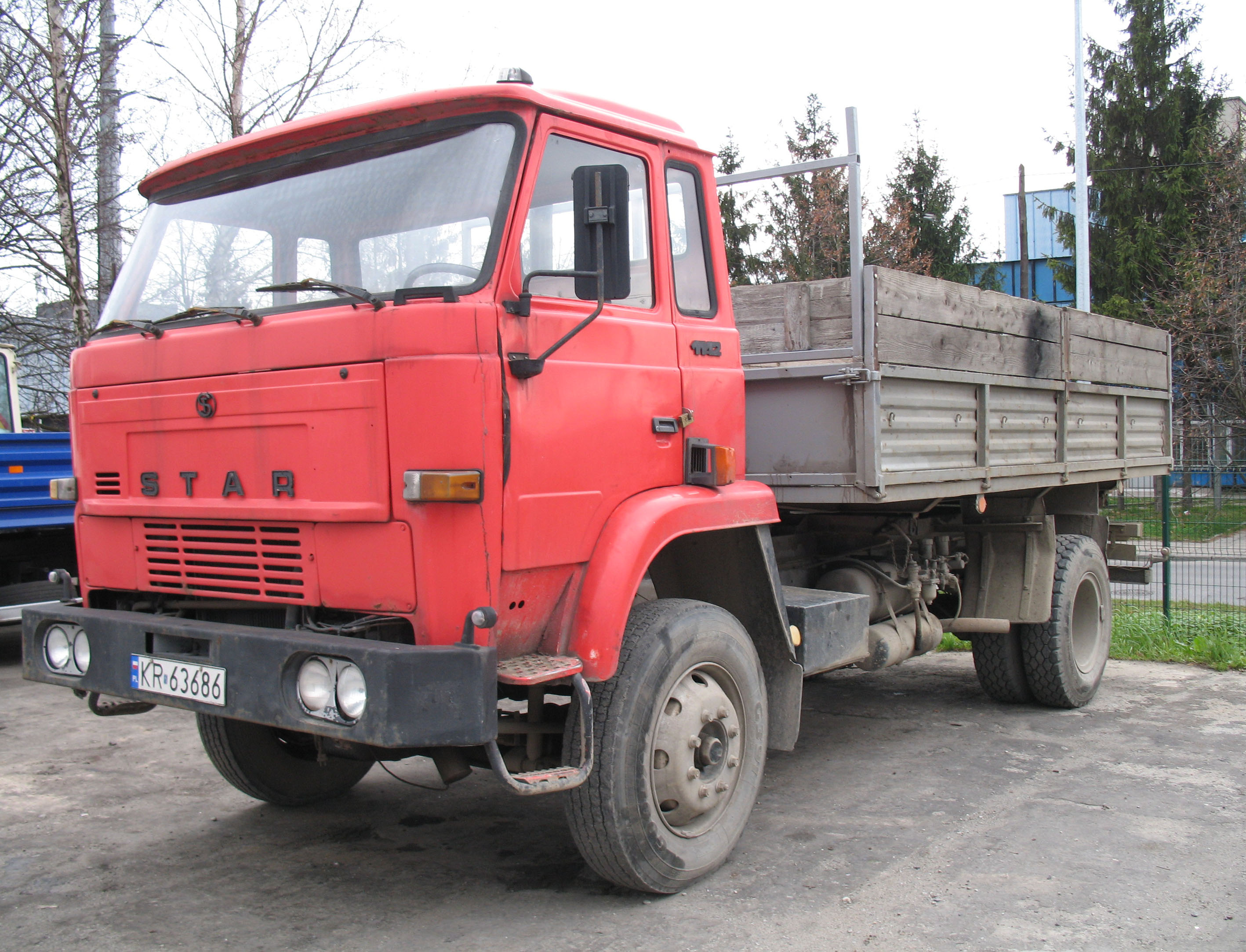
Первый экземпляр Star 1142, сошедший с конвейера 3 декабря 1986 года
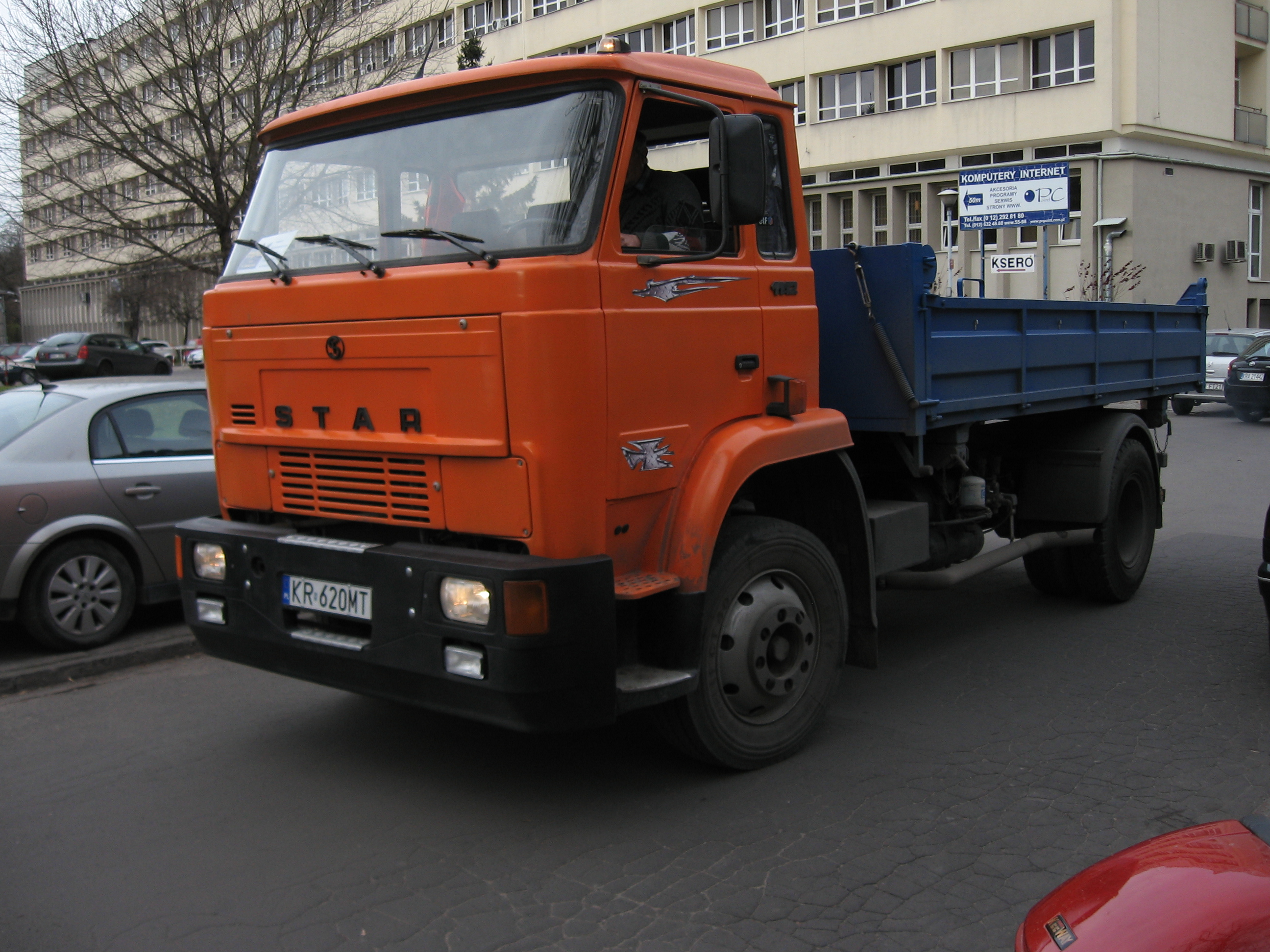
Самосвал
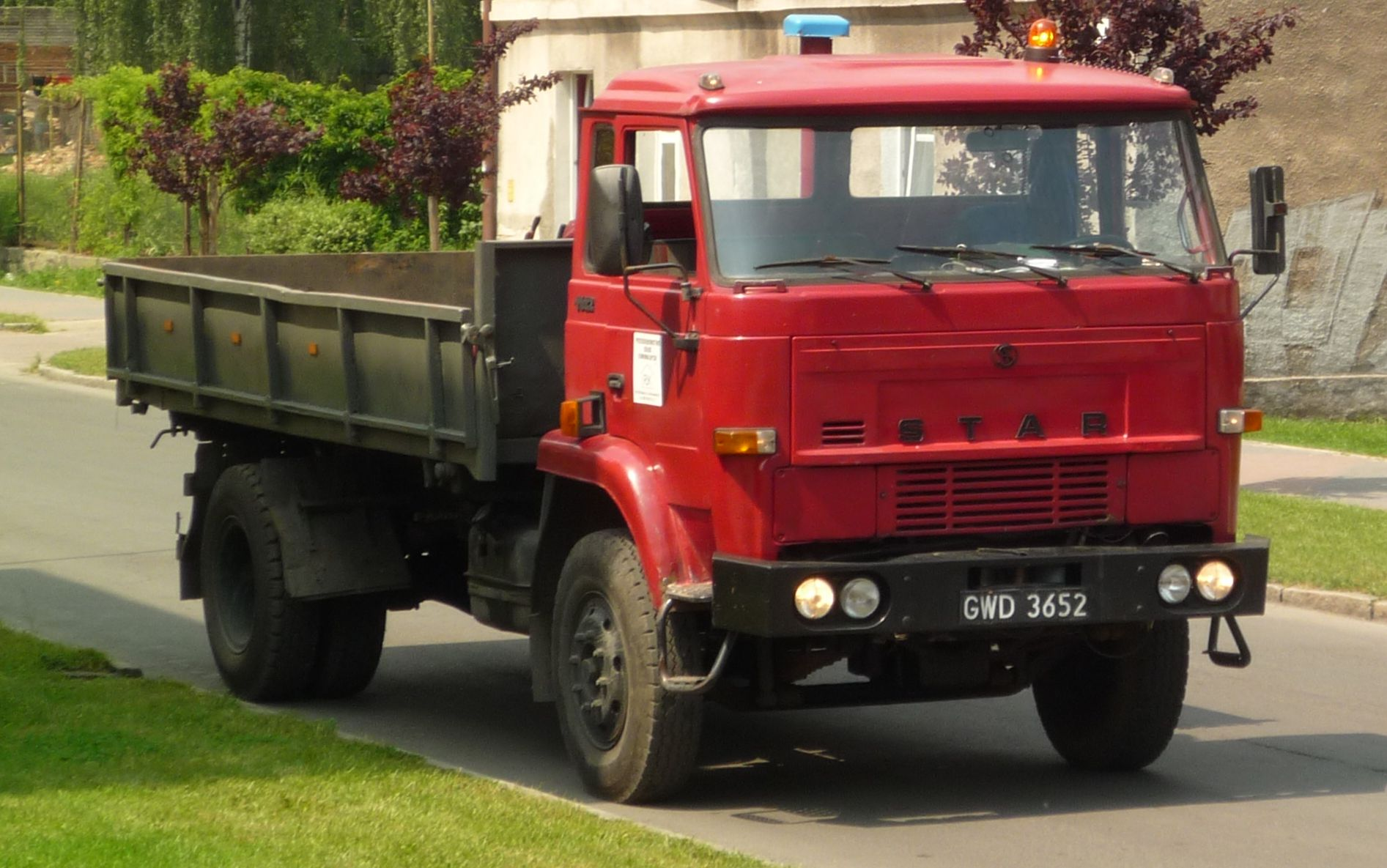
Star 1142